# Strumica (rivière)
Pour l’article homonyme, voir Strumica.
La rivière Strumica (en macédonien : Струмица ; en bulgare : Струмица, Stroumitsa, ou bulgare : Струмешница, Stroumechnitsa, en français souvent Stroumitsa conformément à la prononciation) est un cours d'eau de la Macédoine du Nord et de la Bulgarie et un affluent du fleuve Strymon.

## Géographie

### Macédoine du Nord
La rivière prend sa source sur les pentes de la montagne Platchkovitsa, près de Radovich, dans l'est de la Macédoine du Nord. Dans cette partie, le cours d'eau porte le nom de Stara reka (Стара река, qui signifie « Vieille rivière ») et coule dans une gorge profonde vers le sud. La rivière entre ensuite dans la plaine de Radovich et arrose la ville du même nom. Elle bifurque alors vers l'est et pénètre dans la plaine de Strumica ; elle passe non loin de la ville de Strumica, dont elle prend le nom à partir de cet endroit. Près de Novo Selo, le cours de la rivière s'oriente vers l'est et elle entre en Bulgarie.

### Bulgarie
Huit kilomètres après l'entrée de la rivière en Bulgarie se trouve, sur la berge droite, une forteresse remarquable bâtie par le tsar Samouïl. À partir de là, la Strumica coule dans une large vallée avant de se jeter dans le fleuve Strymon, dont elle est le principal affluent.

### Bassin versant
Son bassin versant est de 1 895 km2[réf. nécessaire].